# Fronteira Alemanha–Chéquia
A fronteira entre a Alemanha e a República Checa é uma linha sinuosa de cerca de 646 km de extensão, que separa o oeste da República Checa do trecho central do leste da Alemanha - Baviera ao sul e Saxônia (na antiga Alemanha Oriental) ao norte. São dois trechos, cada um com cerca de 620 km de extensão:
- Com a Baviera - entre a tríplice fronteira Alemanha-República Checa-Áustria no sul e o extremo oeste da fronteira, quase no paralelo 50º N, onde se encontram Saxônia e Baviera.
- Com a Saxônia - entre esse ponto extremo oeste e a tríplice fronteira norte entre os dois países e a Polônia, por ode passa o rio Neisse.

Essa fronteira é provida de diversas passagens rodoviárias e ferroviárias. Próximas a essa linha limítrofe ficam cidades como (do norte p/ o sul):
- Alemanha - Wittenberg, Dresden
- República Checa - Decin, Ústí nad Labem, Most, Železný Ruda.

Ambos países foram objeto de grandes variações em seus territórios e em suas fronteiras, desde o século XIX. Ocorreram as duas Grandes Guerras do século XX, que modificaram muito os limites da Alemanha. Também a dissolução do Império Austro-Húngaro em 1918 modificou o panorama das nações dessa região. Mais recentemente houve a divisão da Tchecoslováquia em República Checa e Eslováquia em 1992 e a unificação das duas Alemanhas em 1990.
Houve a significativa ocupação pela Alemanha Nazista em setembro de 1938 da região dos Sudetos (Boêmia e Morávia), no oeste da Tchecoslováquia, junto a essa fronteira, antes do início da Segunda Grande Guerra.